# Julius Ackerknecht
Julius Ackerknecht (* 14. Dezember 1856 in Herrenberg; † 8. Juli 1932 in Stuttgart) war Professor  u. a. für Französisch an der Friedrich-Eugens-Realschule (Gymnasium) in Stuttgart und auch Vorstand des dortigen Deutschen Sprachvereins. Er verfasste deutsche Schriften zur Aussprache der französischen Sprache für Lehrer und Schüler, insbesondere für den Unterricht und über die entsprechende Phonetik. In Fachkreisen war er bekannt durch seine ausgezeichnete Unterrichtsmethode und seine literarischen Leistungen in der französischen Phonetik für Lehrer und Schüler.

## Familie
Julius Ackerknecht wurde geboren als das 10. der 15 Kinder aus der zweiten Ehe des verwitweten Weißgerbermeisters (Gottlieb) August Ackerknecht (1807–1869) mit Johanne (Agathe), geb. Heldmaier (1826–1903).
Seine Frau Sophie geb. Henes (1857–1932) war eine Nichte des Tübinger Professors für Philosophie und Geschichte Albert Schwegler. 
Der Sohn Erwin Ackerknecht (1880–1960) wurde Bibliotheks-  und Volkshochschuldirektor in Stettin und später Direktor des Schiller-Nationalmuseums in Marbach, sein Sohn Eberhard Ackerknecht (1883–1968) wurde Professor für Veterinäranatomie, sein Enkel Erwin Heinz Ackerknecht (1906–1988) wurde Arzt, Medizinhistoriker und Professor in Madison (Wisconsin, USA) und in Zürich.

## Leben
1862 begann seine Ausbildung an der Volks- und an der Lateinschule in Herrenberg, an württembergischen Realschulen sowie an der Königl. Polytechnischen Schule in Stuttgart. Nach der Maturitätsprüfung 1874 erfolgte sein Studium an der technischen Fachschule für Mathematik und Naturwissenschaften sowie der französischen Sprache bis 1876. Danach war er Aushilfslehrer an Realschulen. Nach dem Abschluss 1879 der Reallehrerprüfungen erfolgten Anstellungen als Reallehrer (Studienrat) und die Weiterbildung  (mit Reisestipendium) Okt. 1888 – April 1889 in Lausanne zum Studium der französischen Sprache und Literatur an der dortigen Académie und Ecole normale. Schließlich war er ab 1900 als Professor an der Realanstalt (Gymnasium) Stuttgart (Friedrich-Eugens-Realschule) angestellt. Er unternahm verschiedene Studienreisen u. a. ins französische Sprachgebiet der Schweiz und nach Frankreich, insbesondere absolvierte er 1897 einen zweimonatigen Studienaufenthalt in Paris (wissenschaftlicher Verkehr mit den dortigen Phonetikern Abbé Rousselot vom Collège de France und Prof. Paul Passy). 
Als Verfasser von Lehrmitteln in Erkennung der Bedeutung der Phonetik und der phonetischen Schrift für den französischen Sprachunterricht für Deutschsprachige und weiterer Veröffentlichungen hatte er sich auch unter Neuphilologen einen Namen gemacht.
Die Anerkennung seines Wirkens wird durch die Verleihung des Bronzenen Wilhelmskreuz (vor 1918) und des Ritterkreuz I. Klasse des Friedrichs-Ordens (anlässlich der Pensionierung 1918) bezeugt. Gewürdigt wurde er durch August Sieburg: Professor a.D. Julius Ackerknecht 70 Jahre alt, im Stuttgarter Neues Tagblatt, 14. Dezember 1926 (abends) und im Nachruf Zwei bekannte Stuttgarter gestorben. In: Stuttgarter Neues Tagblatt, Juli 1932 sowie in der Württemberger Zeitung, 16. Juli 1932 Professor Julius Ackerknecht †.

## Schriften
Er ist Verfasser von Beiträgen in Fachzeitschriften zu neueren Sprachen sowie des Lehrmittels Methodische Anleitung zur französischen Aussprache, zunächst für süddeutsche Schüler. Schülerausgabe. 31 S., Stuttgart 1896.  2. Aufl. 1900,  3. Aufl. 1915, J.B. Metzler’s Verlag, Lehrerausgabe 1896, 100 S., Stuttgart 1896. J.B. Metzler’s Verlag 

## Archivalien
- Julius Ackerknecht: Handschriftliche Notizen, Nachlass WO??

| Personendaten    | Personendaten                                      |
| ---------------- | -------------------------------------------------- |
| NAME             | Ackerknecht, Julius                                |
| KURZBESCHREIBUNG | deutscher Gymnasialprofessor und Französischlehrer |
| GEBURTSDATUM     | 14. Dezember 1856                                  |
| GEBURTSORT       | Herrenberg                                         |
| STERBEDATUM      | 8. Juli 1932                                       |
| STERBEORT        | Stuttgart                                          |